# 翁寄松
翁寄松（1542年—1612年）是琉球國第二尚氏王朝時期政治家、書法家。和名城間親方盛久，童名太郎金，號瑞岩。他是翁壽祥（國頭親方盛順）長子。翁氏永山家二世。他擅長於書法，其書道風格效仿日本御家流之祖尊圓入道親王，因此也被稱作「尊圓城間」。
1578年，明朝冊封使蕭崇業、謝即將出使琉球，翁寄松隨正議大夫梁燦出使明朝，迎接勅書。1580年事竣歸國，陞敘紫冠。1597年（萬曆二十五年），擔任修建首里城至浦添道路的普請惣奉行；竣工後，翁寄松又奉命撰寫碑文，以誌其事。
1601年出任三司官一職。任內主張對日本妥協，與對日強硬派的總理唐榮司鄭迵（謝名親雲上利山）互相對立。1605年，翁寄松遭鄭迵彈劾，尚寧王罷免了翁寄松三司官一職及其在朝中的一切職務，左遷任浦添間切城間地頭之職。1607年，薩摩藩入侵琉球，翁寄松的長子翁成醇（城間鎖子親雲上盛增）自願從軍，隨越來親方在太平橋阻擊薩軍，陣亡。同年，翁寄松與尚寧王一起被擄至鹿兒島。翌年，尚寧王赦免翁寄松之罪，並陞為紫冠。
1612年，翁寄松以71歲高齡病逝。因長子盛增陣亡，次子盛豎又有疾病，由第三子盛繼繼承其家督之位。
曾抄寫《和漢朗詠集》和《徒然草》，現存世。

## 家族
- 父：翁壽祥（國頭親方盛順）
- 母：馬氏眞加戸（浦添親方馬良詮之女）
- 姐（長女）：眞加戸（號月江。嫁麻氏與儀親雲上盛春）
- 姐（次女）：思乙（號瑞運。嫁毛氏豐見城親方盛章）
- 弟：藍玉長老（童名眞三良。隨春蘆長老出家。）
- 妹（三女）：思乙（號花窓。生日不傳，嫁洪氏西原筑登之親雲上彌英）

- 室：思乙（麻氏大里親方盛行女） 
  - 長女：眞鍋（號鶴遊。嫁尚氏豐見城王子朝喬）
  - 長子：翁成醇（城間鎖子親雲上盛增）
  - 次子：盛豎（平良親方）
  - 三子：翁壽慶（具志川親方盛繼）
  - 次女：思戸（號竹心。嫁醫師松岩法印。）
  - 三女：思乙（號梅岳。嫁向氏大里按司朝生）
  - 四女：眞鍋（號梅天。嫁毛氏又吉親雲上盛政。（母妾宮城掟親雲上女，號春花））
  - 五女：思乙（號□瑞。嫁毛氏池城親方安續）
  - 四子：翁永昌（照屋親雲上盛忠）
  - 五子：盛政
- 繼室：思戸（農民宗邊親雲上永泰女） 
  - 六子：翁荣昌（吳屋親雲上盛周）

## 登場作品
- 「琉球之風」，1993年NHK大河劇，演員：山崎滿